# Giovanni de Vecchi
Giovanni de Vecchi (auch Giovanni de’ Vecchi), genannt dal Borgo (* 1536 in Borgo San Sepolcro; † 13. April 1615 in Rom) war ein italienischer Maler der Spätrenaissance.

## Leben und Ausbildung
De Vecchi war als Schüler in der Werkstatt von Raffaellino del Colle und Taddeo Zuccari, beide bedeutende Maler des italienischen Manierismus. Ab 1558 arbeitete er in Rom, u. a. in namhaften Kirchen der Bettelorden. 1570 wurde er Mitglied der Accademia di San Luca, zu deren Leiter (principe) er 1596 ernannt wurde, und 1578 Mitglied der Päpstlichen Akademie der schönen Künste und der Literatur (Congregazione dei virtuosi del Pantheon). Einer seiner bedeutendsten Auftraggeber war Kardinal Alessandro Farnese.

## Werke (Auswahl)
- Arbeiten im Palazzo Farnese in Caprarola gemeinsam mit Taddeo Zuccari
- Kartons für die Mosaiken im Chor des Petersdoms in Rom: Die Evangelisten Johannes  und Lukas
- Il Gesù, Rom: Kuppel und Pendentifs (im 17. Jahrhundert übermalt)
- Santa Maria in Aracoeli, Rom: Cappella di San Bonaventura Der reuige Hieronymus (1573) darunter: Szenen aus dem Leben des Heiligen
- Santa Maria in Aracoeli, Rom: Cappella di San Diego d’Alcalà, Altarbild Der heilige Diego.
- Santa Maria sopra Minerva, Rom: Cappella Capranica Die Geschichten der hl. Katharina von Siena
- San Pietro in Montorio, Rom: Cappella di San Francesco Stigmatisierung des heiligen Franziskus
- Santissimo Crocifisso, Rom: Mitwirkung an der Freskierung des Oratoriums
- San Pietro in Vincoli, Rom: Toter Christus in der 2. Kapelle rechts
- Santa Prassede, Rom: in der Sakristei Kreuzabnahme
- Sant’Eligio degli Orefici, Rom: Fresko in der linken Kapelle Anbetung der Hirten
- Santo Stefano del Cacco, Rom: Fresko in der 1. Kapelle links Heiliger Stefan
- Arbeiten für verschiedene Kirchen in Sansepolcro
- Sant’Andrea della Valle: Altarbild in der 3. Kapelle links Heiliger Sebastian (1614)

## Bildergalerie

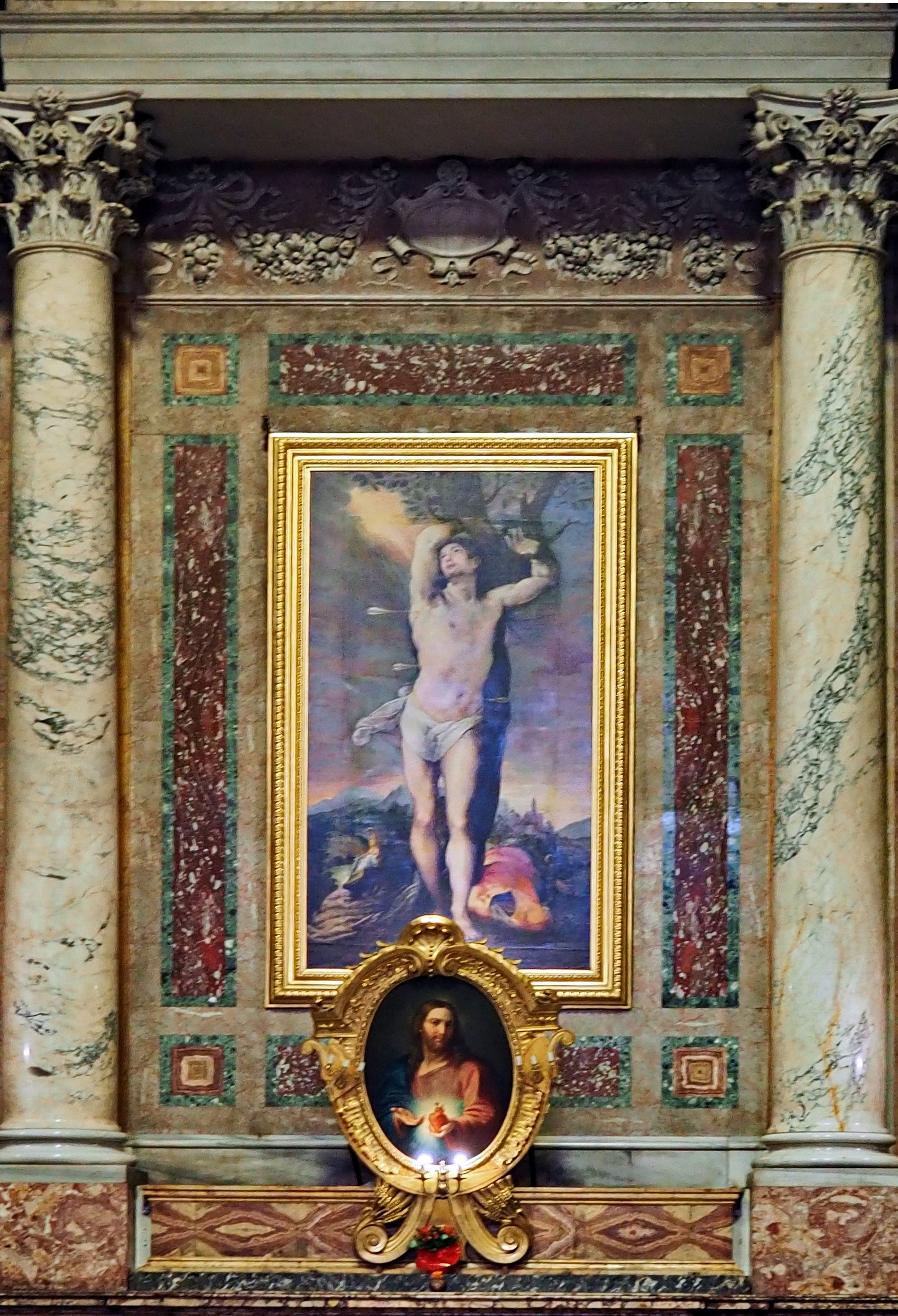
San Andrea della Valle – Hl.Sebastian
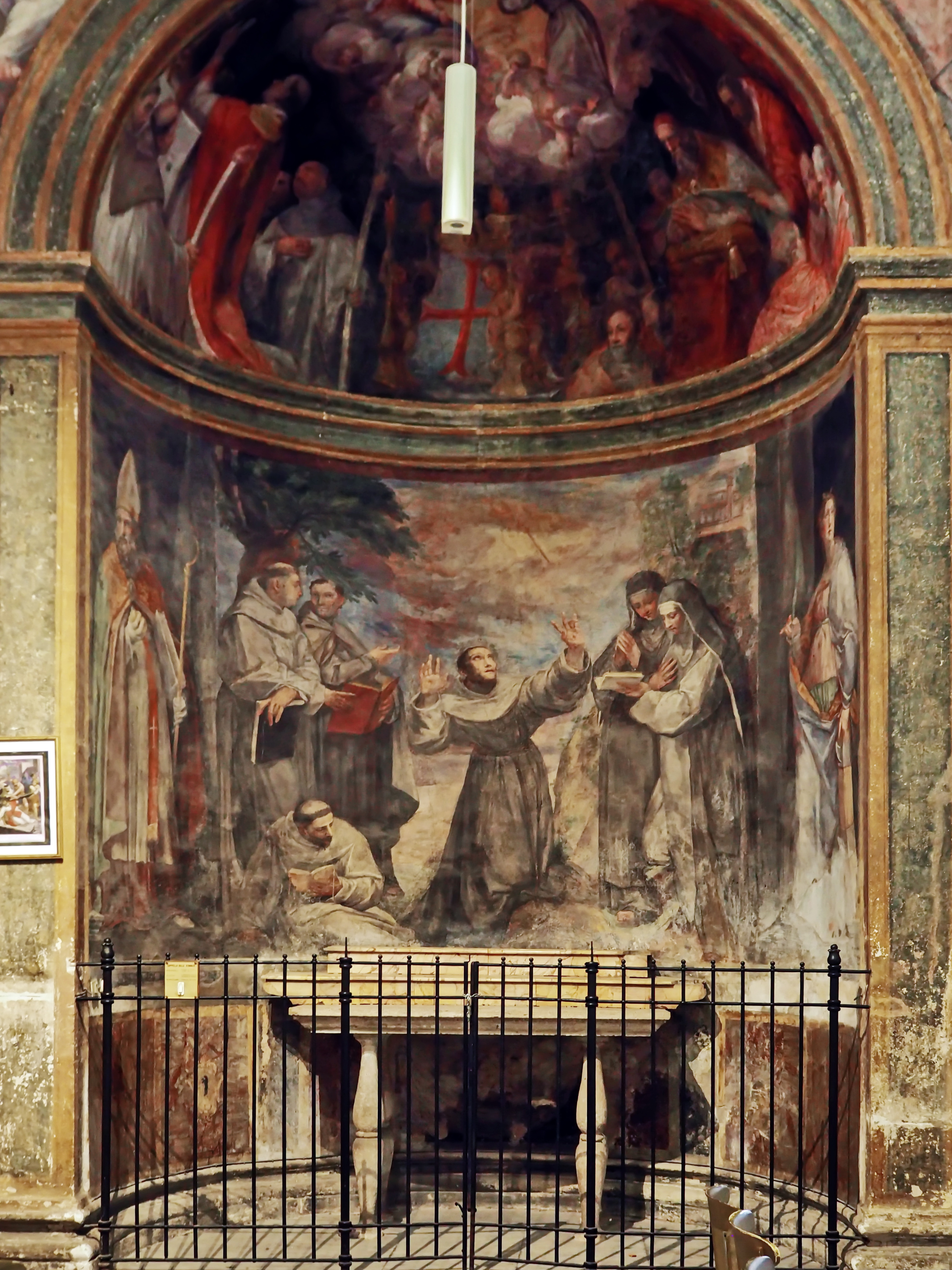
San Pietro in Montorio – Stigmatisierung des hl. Franziskus
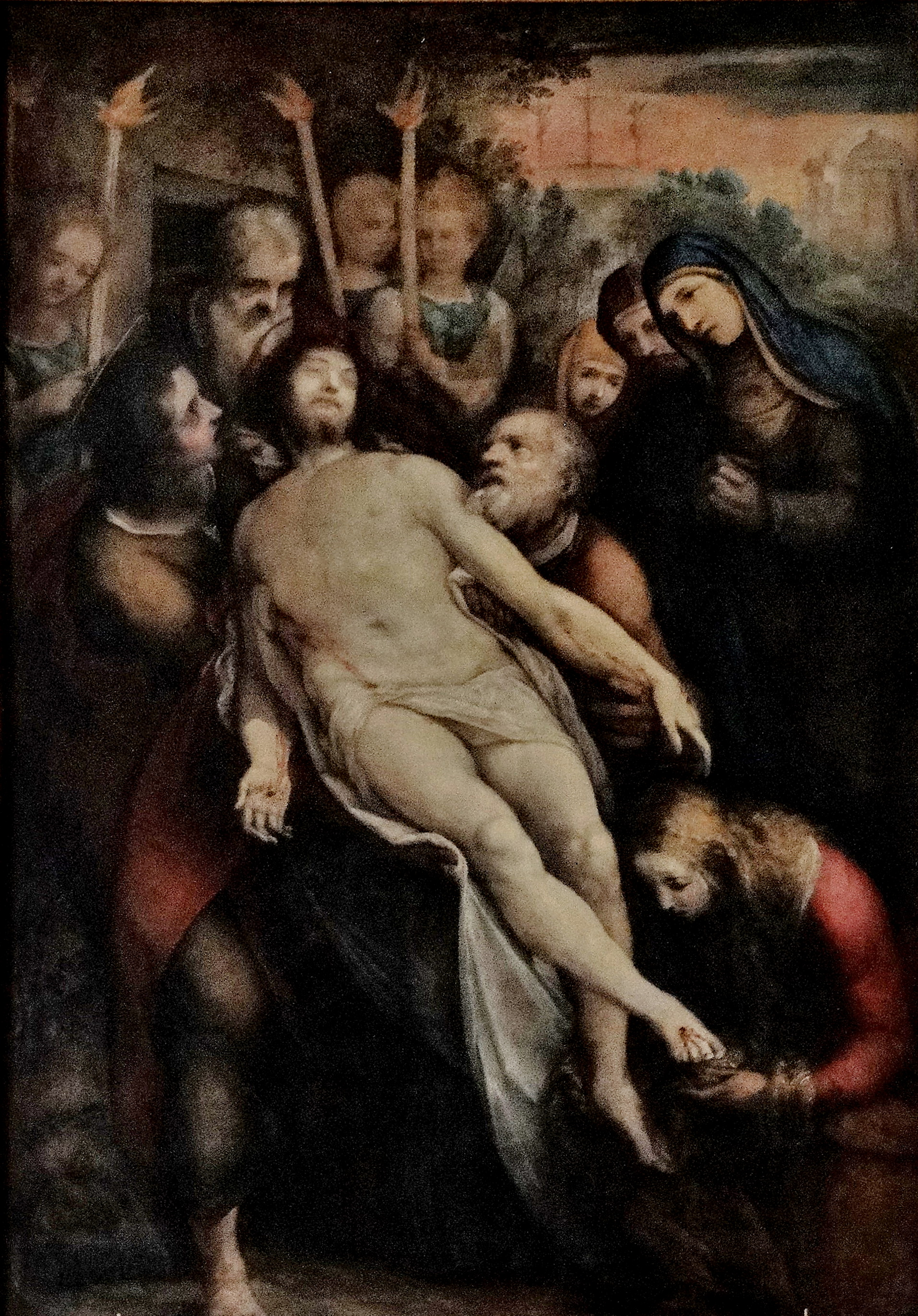
Santa Prassede – Kreuzabnahme
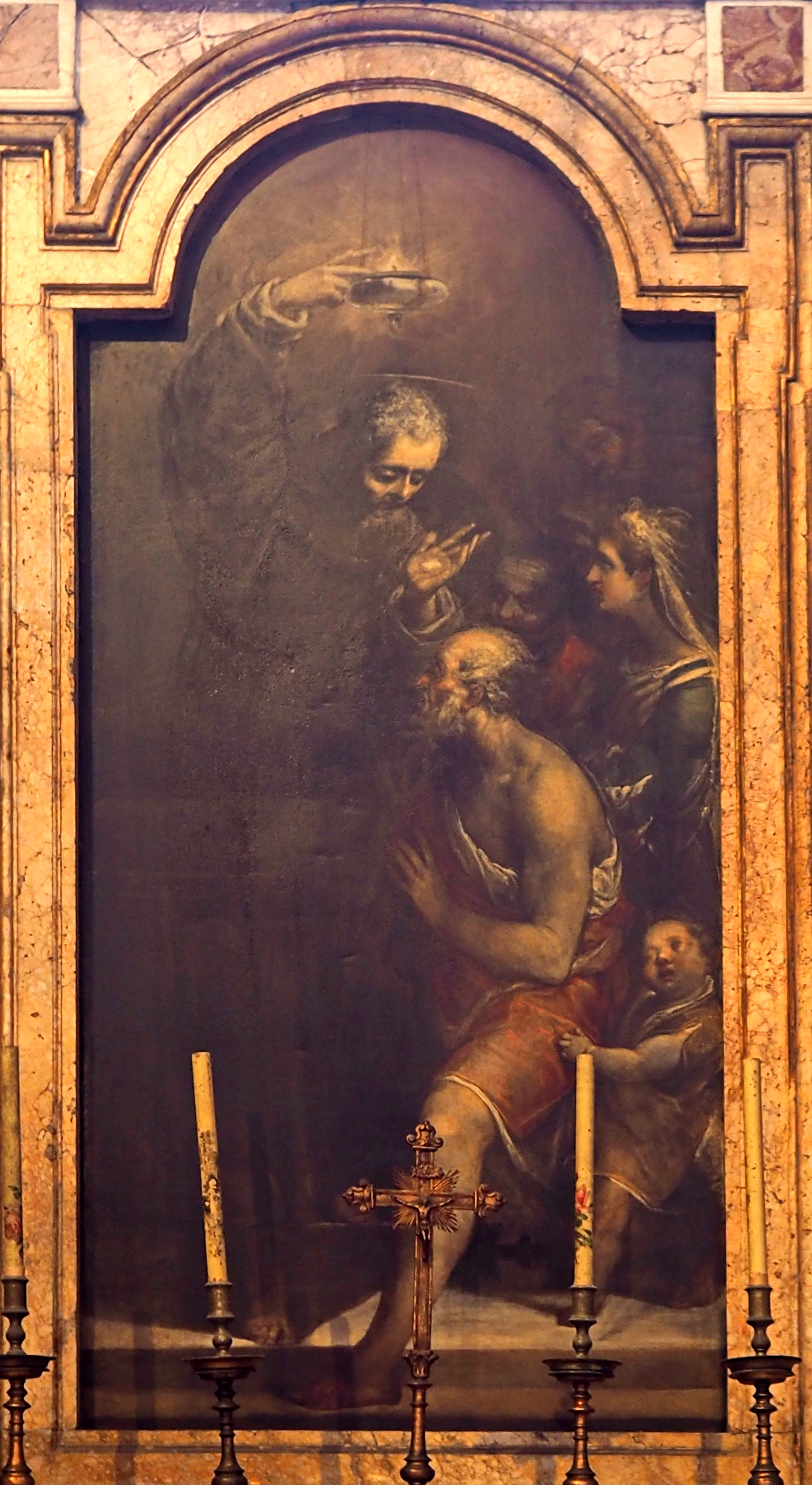
Santa Maria in Aracoeli – Hl. Diego
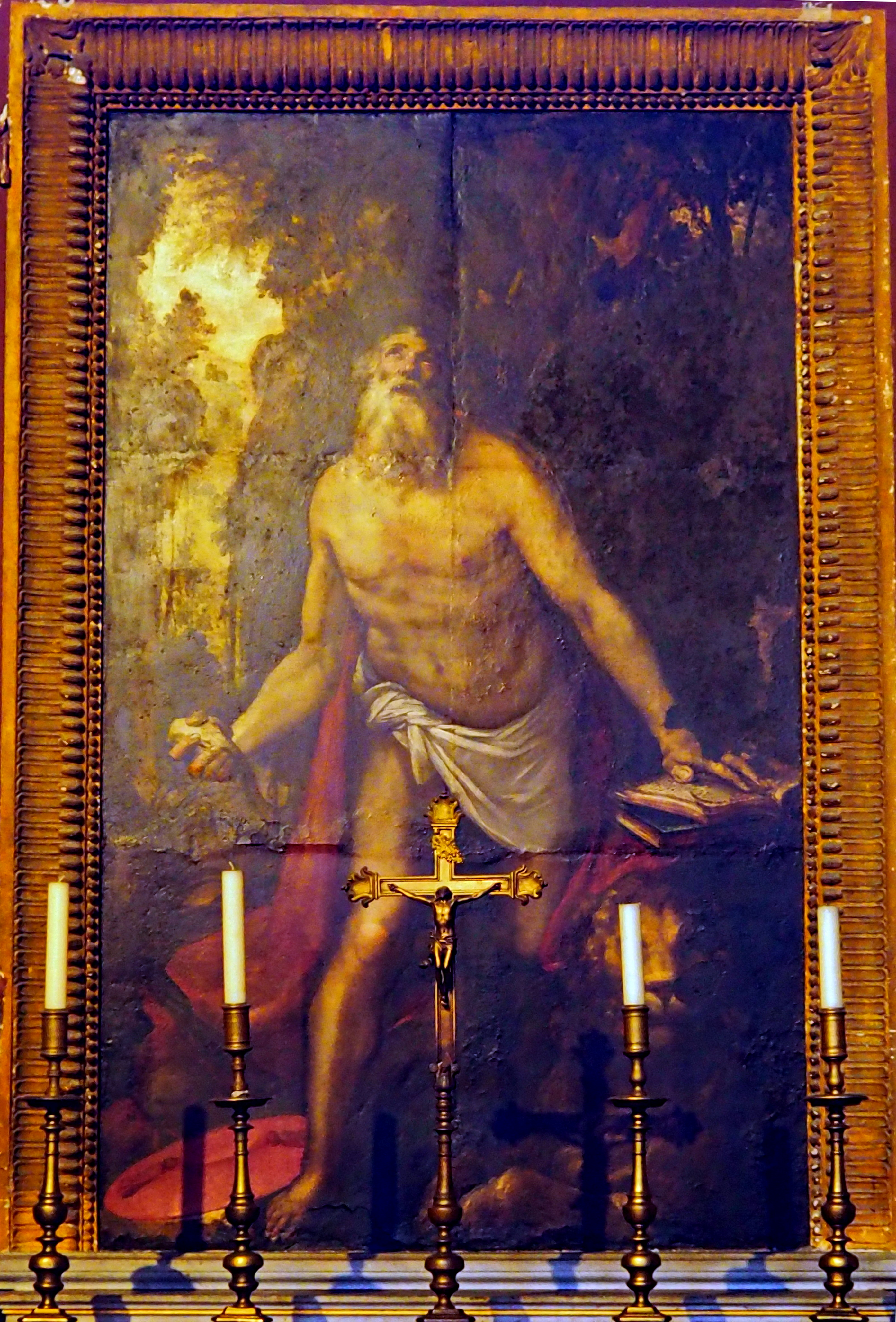
Santa Maria in Aracoeli – Hl. Hieronymus
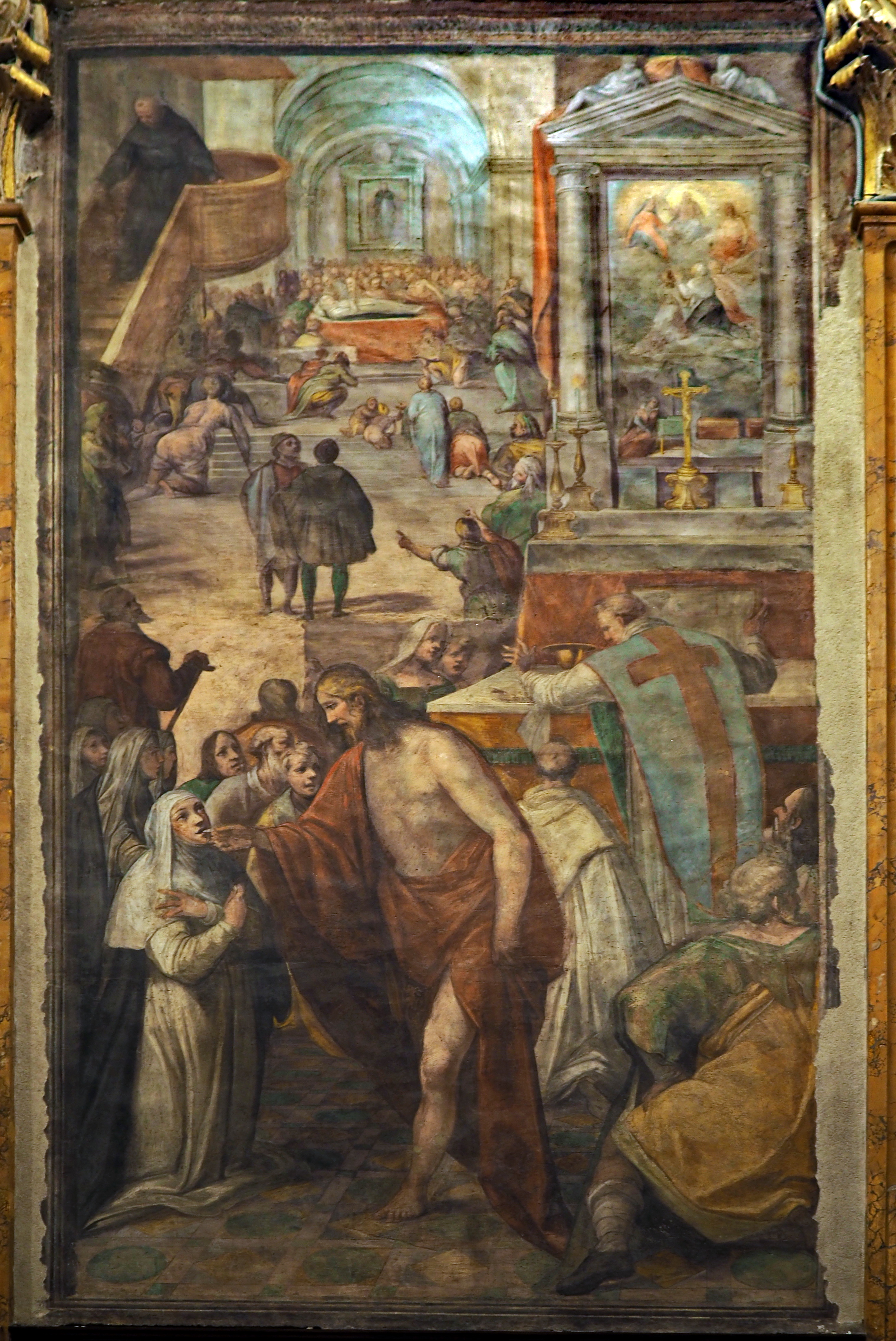
Santa Maria sopra Minerva – Geschichte der hl. Caterina
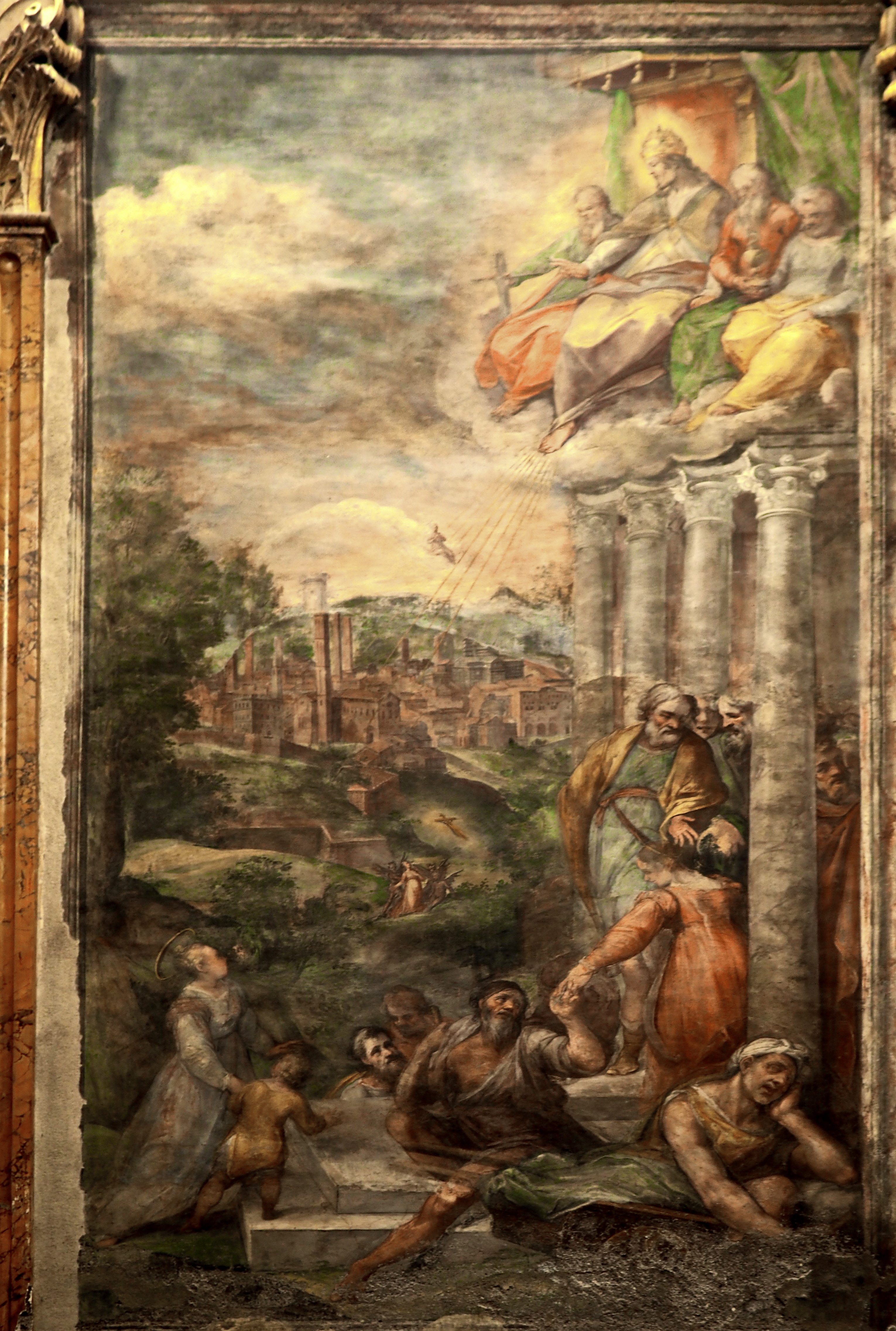
Santa Maria sopra Minerva – Geschichte der hl. Caterina
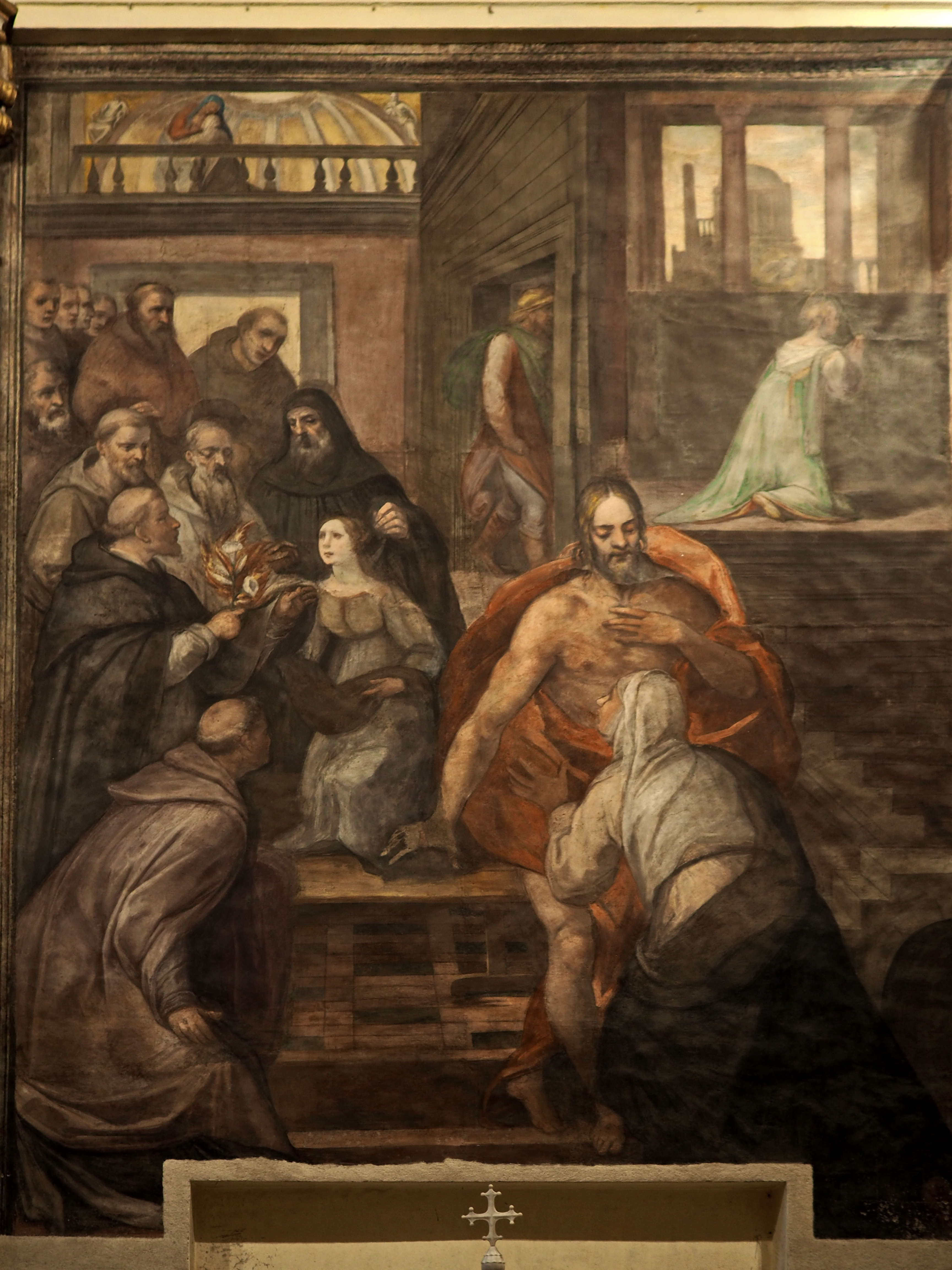
Santa Maria sopra Minerva – Geschichte der hl. Caterina
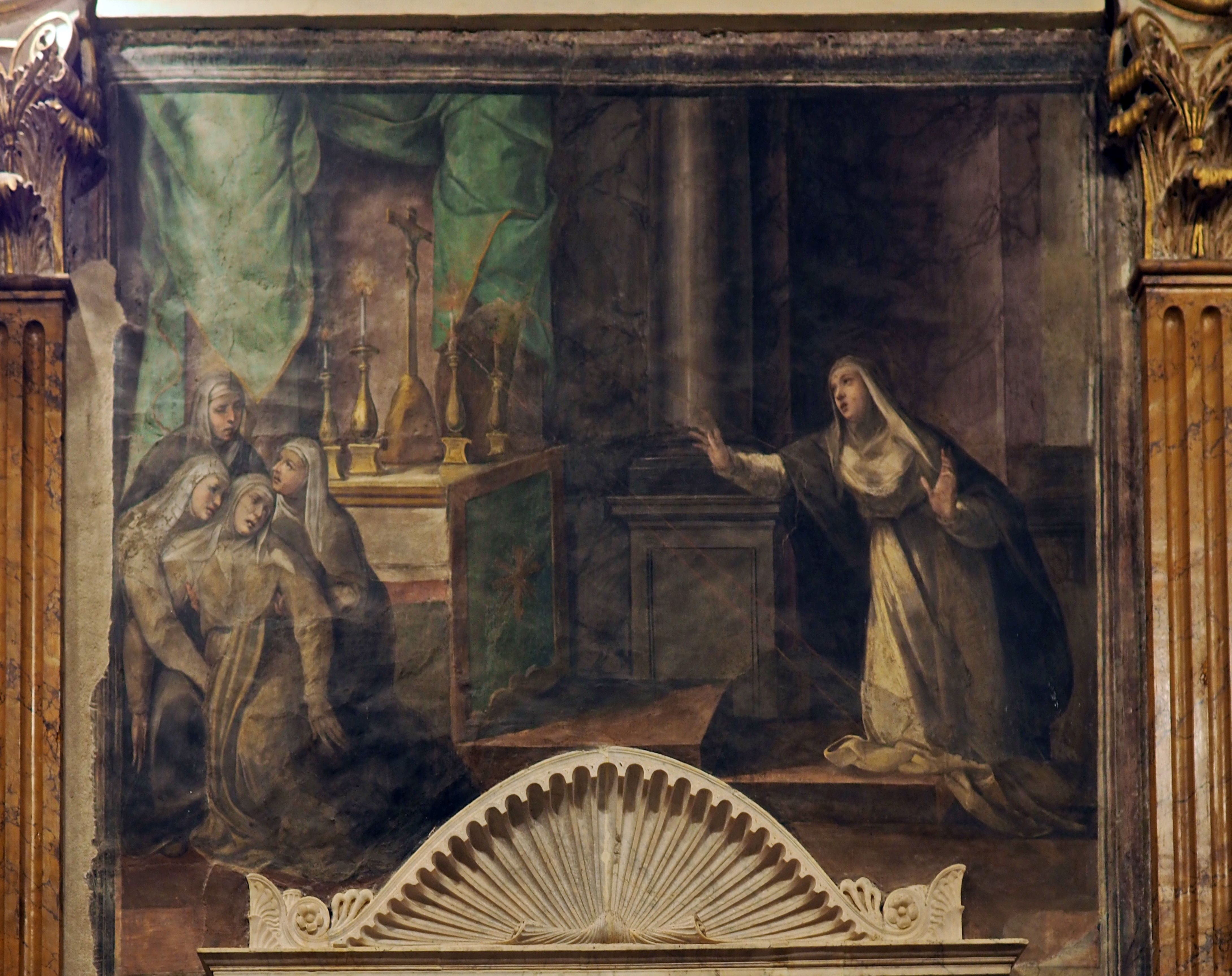
Santa Maria sopra Minerva – Geschichte der hl. Caterina
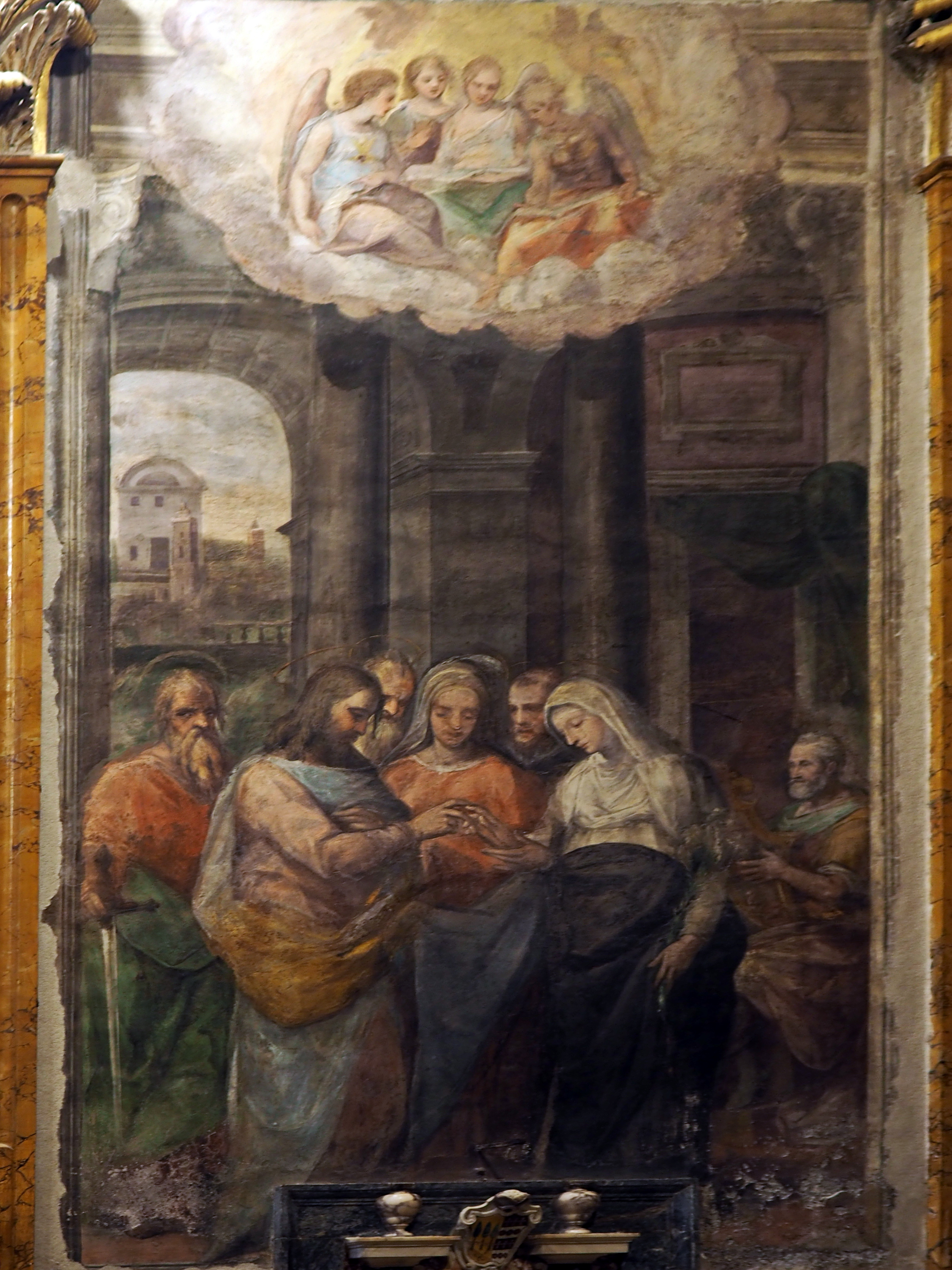
Santa Maria sopra Minerva – Geschichte der hl. Caterina
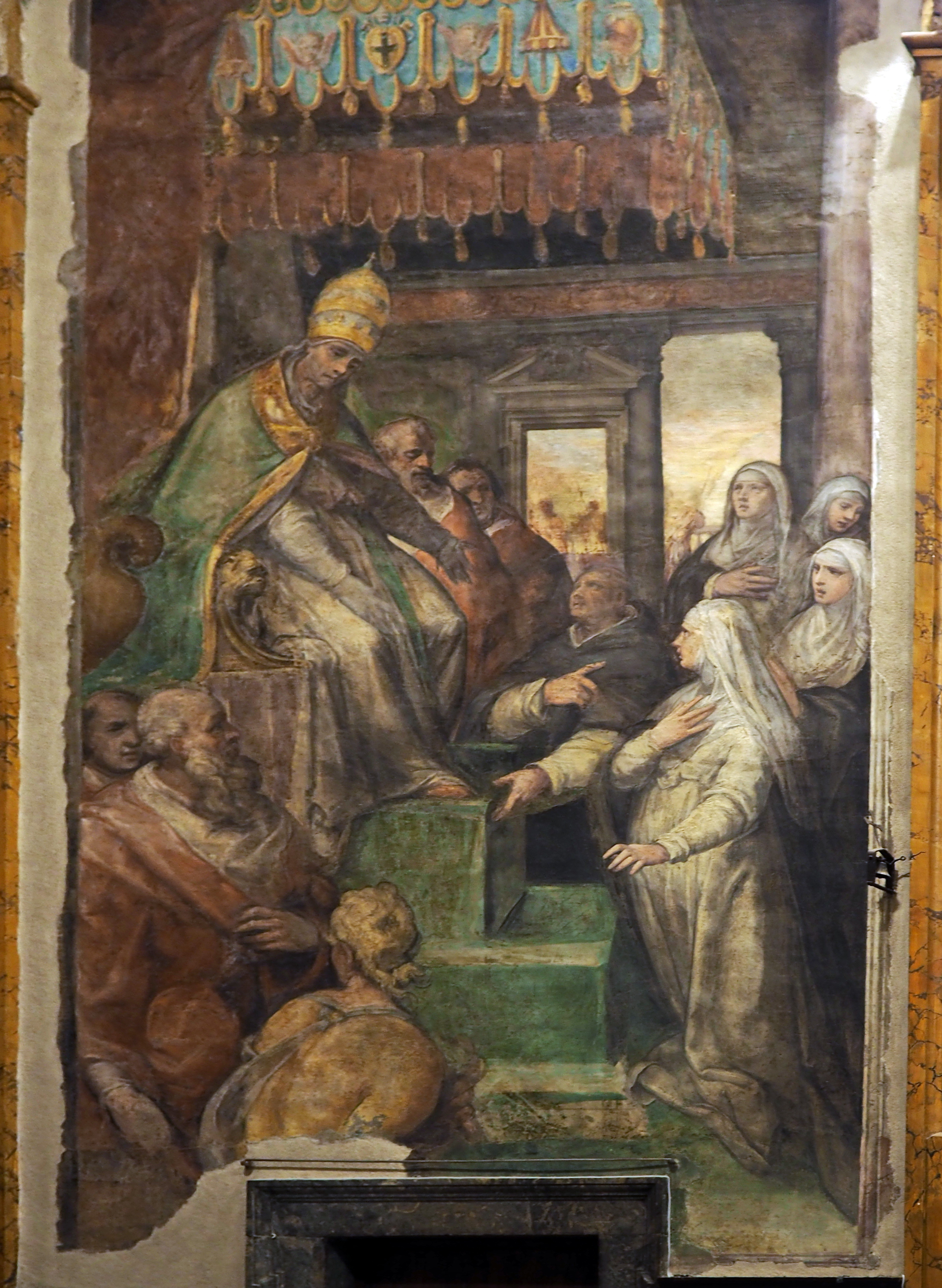
Santa Maria sopra Minerva – Geschichte der hl. Caterina